# ポリスター
株式会社ポリスター（POLYSTAR CO.,LTD.）は、日本のレコード会社。

## 概要
アリスの育ての親である細川健が設立した。創立当時はオランダのポリグラムとヤングジャパングループの合弁だった。その関係で、当初の販売元は日本フォノグラム（現：ユニバーサル ミュージック合同会社〈以下ユニバーサル ミュージック ジャパン〉）が担当。1983年にはヤングジャパングループから所属アーティストの谷村新司等がツーバン、堀内孝雄等がメイハウスを設立したため、後にアップフロントエージェンシーグループ（現・アップフロントグループ〈アップフロントプロモーション〉）となる。1995年3月頃からアップフロントグループが撤退し、田辺エージェンシーが株式を肩代わりした。
ポリグラムも旧ポリドールを統合し、後に親会社である仏ビベンディ・ユニバーサル（現在は米NBCユニバーサルに実質経営権を移動）の米国孫会社が株式を取得、ユニバーサル ミュージック ジャパンの姉妹会社となった。現在は会社概要の主要株主にはユニバーサル ミュージック ジャパンおよびその関連会社はまったく記載されておらず、事実上提携解消したものとみられる。
現在は子会社のプライエイド・レコーズ（以下プライエイド、1998年設立）、もしくは日本コロムビアにCD流通等の委託・業務を移管しており、実質的にはデータム・ポリスター（2019年2月法人清算）、NTT出版などと同じく、プライエイドと日本コロムビアに流通を委託しているレコードレーベルの一つになっている。
洋楽部門では、KISSやドナ・サマーらのカサブランカ・レコードや、アイランド・レコードの日本盤の発売元になったこともあった。
2000年9月には、インディーズのレコード流通を扱うスリーディーシステム（のちスペースシャワーネットワークが買収、2014年現在、スペースシャワーネットワーク ディストリビューション&ディベロップメント部門（BounDEE by SSNW→SPACE SHOWER MUSIC））を設立。
2003年10月、アニメ音楽部門を広島が本拠の、美容・エステ業界の大手の株式会社フェスタに譲渡し、フェスタは社内にトライスター事業部を発足させた。

## 主な所属アーティスト
- 岩代太郎
- 中塚武
- 山吹美奈斗
- ヲノサトル
- Polaris
- SPENCER
- 青木慶則
- BINARY LOVERS
- Senkawos
- Peacebird (ヨハン・クリスター・シュッツ)
- トレモロイド
- Lamp
- 吉田類
- 北園みなみ

## 過去に所属していたアーティスト
- ADDICT OF THE TRIP MINDS
- アップル&ペアーズ
- アリス
  - 谷村新司
  - 堀内孝雄
- 伊藤銀次
- 井上鑑
- Wink
  - 相田翔子
  - 鈴木早智子
- 梅沢富美男
- L⇔R
- 江口洋介
- 嶺川貴子
- 岡江久美子
- 大西結花
- 奥田瑛二
- 山田太郎
- 美樹克彦
- カジヒデキ
- カヒミ・カリィ
- 川崎黄金猫舎
- QUARTER BUDDY'S
- KUSU KUSU
- こなかりゆ
- GOLD WAX
- COCU*
- THE COOLS
- 佐久間学
- SEAGULL SCREAMING KISS HER KISS HER
- JUSTY-NASTY
- 城之内早苗
- 杉村尚美
- 鈴木雄大
- チョー・ヨンピル
- チン☆パラ
- 円谷優子
- T.V.
- BAKU
- SPIRAL LIFE
- 車谷浩司
- Scudelia Electro
- 畠田理恵
- ブリッジ
- フリッパーズ・ギター
- 松平健
- 細江真由子
- 細川ふみえ
- MOTOCOMPO
- やしきたかじん
- 横山輝一
- 吉田直樹
- Ryu
- 和久井映見
- Q;indivi
- Radish
- ZABADAK